# Xã Brevort, Michigan
Xã Brevort (tiếng Anh: Brevort Township) là một xã thuộc quận Mackinac, tiểu bang Michigan, Hoa Kỳ. Năm 2010, dân số của xã này là 594 người.